# Calymmaria orick
Calymmaria orick là một loài nhện trong họ Hahniidae.
Loài này thuộc chi Calymmaria. Calymmaria orick được miêu tả năm 2004 bởi Heiss & Draney.